# Корнелий Непот
Корне́лий Не́пот (лат. Cornelius Nepos; родился около 100 года до н. э., близ Вероны, Цизальпийская Галлия — умер около 25 года до н. э., Рим, Римская империя) — древнеримский историк и биограф, современник Марка Туллия Цицерона.

## Биография
Корнелий являлся уроженцем Верхней Италии. Был дружен с Титом Помпонием Аттиком, Цицероном, который назвал его «бессмертным», сравнив с божеством, Гаем Валерием Катуллом; последний даже посвятил земляку книгу своих стихотворений. Благодаря одному письму Марка Туллия Цицерона известно, что Корнелий имел сына, скоропостижно умершего в первой половине ноября 44 года до н. э.
Кроме любовных стихотворений, первым крупным его произведением была «Хроника» в трёх книгах, написанная, предположительно, в 54 году до н. э. и представлявшая собой синхронистические таблицы, сопоставлявшие важнейшие события в истории Греции и Рима.
Позднейшие его труды написаны под влиянием Марка Теренция Варрона, с предпочтением к истории культуры и к морализующим биографиям. Сюда относятся пять книг «Exempla», подробные жизнеописания Катона Старшего и Марка Туллия Цицерона и, в особенности, его последний и наиболее обширный труд «О знаменитых людях» (лат. De viris illustribus), состоящий, приблизительно, из 16 книг, с параллельными биографиями римлян и иноплеменников.
Помимо того, до наших дней сохранились ещё отрывки из книг «О латинских анналистах» (лат. De latinis historicis) и «De excellentibus ducibus exterarum gentium».
Благодаря простому и правильному стилю произведения Корнелия традиционно использовались при обучении латыни наряду с «Записками о Галльской войне» Гая Юлия Цезаря. Непот входил в число «школьных авторов» в России XIX века, и его книги неоднократно переиздавалась в оригинале с примечаниями.
Непоту приписывается известное выражение: «Si vis pacem, para bellum» (с лат. — «хочешь мира — готовься к войне»).

## Античная традиция
Авсоний подтверждает рождение Непота в Цизальпийской Галлии, а Плиний Старший называет его Padi accola («житель реки По»). Евсевий указывает на то, что Непот жил во время четвёртого года правления Августа; должно быть тогда его труды начали получать признание критиков. Плиний Старший отмечает, что он умер во время правления Августа.

## Труды
Почти все произведения Непота потеряны, но несколько намёков на них сохранились в работах других авторов. «Аттические ночи» Авла Геллия имеют особое значение в этом отношении.
- Хроника (лат. Chronica)
- Exempla, собрание рассказов в стиле Валерия Максима
- Письма Цицерону (лат. De Vita Ciceronis)
- Жизнь Катона Старшего
- О знаменитых людях (лат. De viris illustribus)
- Письма Цицерона (лат. Epistulae ad Ciceronem), выдержка из которых сохранилась у Лактанция («Divinarum Institutionum Libri Septem», III.15). Неясно, были ли они когда-либо официально опубликованы.
- О выдающихся полководцах иноземных народов (лат. De excellentibus ducibus exterarum gentium)
- О латинских историках (лат. De latinis historicis)
- эротические стихотворения
- Повесть о разрушении Трои (лат. Daretis Phrygii de excidio Trojae historia) Дарета Фригийского (перевод на латынь с предисловием Непота)

Издавали К. H. Halm (Лпц., 1871), Cobet (Лейден, 1891), Gitlbauer (Фрейберг, 1883), Weidner (Прага, 1888).
В 1705 году И. Г. Паус сделал русский рукописный перевод сборника жизнеописаний Корнелия Непота, издано же сочинение на русском языке было впервые в 1748 году в переводе В. Лебедева.

## Ссылка
- Латинские тексты
- Корнелий Непот // Энциклопедический словарь Брокгауза и Ефрона : в 86 т. (82 т. и 4 доп.). — СПб., 1890—1907.;
- Wissowa G. Cornelius 275 // Paulys Realencyclopädie der classischen Altertumswissenschaft (RE). — 1900. — Bd. IV, 1. — Kol. 1408—1417.